# Dollfusnema piscicola
Dollfusnema piscicola är en rundmaskart. Dollfusnema piscicola ingår i släktet Dollfusnema och familjen Spiruridae. Inga underarter finns listade i Catalogue of Life.